# Косьцелець (Каліський повіт)
Косьцелець (пол. Kościelec) — село в Польщі, у гміні Мицелін Каліського повіту Великопольського воєводства.
Населення — 655 осіб (2011).

## Демографія
Демографічна структура станом на 31 березня 2011 року:
|          | Загалом | Допрацездатний вік | Працездатний вік | Постпрацездатний вік |
| -------- | ------- | ------------------ | ---------------- | -------------------- |
| Чоловіки | 350     | 73                 | 235              | 42                   |
| Жінки    | 305     | 61                 | 171              | 73                   |
| Разом    | 655     | 134                | 406              | 115                  |